# Karolina Shiino
Karolina Shiino (en japonés: 椎野カロリーナ, en ucraniano: Кароліна Шиїно; nacida el 24 de agosto de 1997) es una modelo japonesa nacida en Ucrania.

## Biografía
Shiino nació en Ternopil (Ucrania) en 1997 de padres ucranianos y se mudó a Nagoya (Japón), a la edad de cinco años cuando su madre Svitlana se casó con un japonés. Shiino ha dicho que se siente japonesa tanto en el «habla como en la mente», pero ha declarado que tuvo que soportar regularmente comentarios mientras crecía sobre cómo se veía diferente. Svitlana Shiino también es modelo y ganadora de múltiples concursos.
El 27 de febrero de 2021, Shiino apareció en «ARIYOSHI'S Meeting for Reviewing», lamentando haber hecho mentido en su perfil. En su perfil, decía ser trilingüe, hablaba japonés, ucraniano y ruso, pero en realidad reveló que solo podía hablar japonés. Puede entender el ucraniano, pero no puede hablarlo.

## Gran Premio de Miss Nipón 2024
En enero de 2024, Shiino fue anunciada como la ganadora del concurso Gran Premio de Miss Nipón 2024. Es la primera ciudadana japonesa naturalizada en ganar el concurso. Los jueces del concurso se sintieron atraídos por la confianza de Shiino. El operador del concurso dijo que ganó el título porque es una mujer japonesa humilde y trabajadora con un fuerte sentido de consideración por los demás. Su victoria provocó debates sobre la «japonesidad» y los cambios demográficos de Japón.
Después de ganar el concurso, Shiino declaró que estaba agradecida de ser aceptada como japonesa y dijo: «Espero contribuir a la construcción de una sociedad que respete la diversidad y no juzgue la apariencia de las personas».

### Revocación del título de Miss Nipón 2024
El 31 de enero, Shūkan Bunshun informó que Shiino estaba teniendo una aventura con un hombre casado. Los organizadores del Gran Premio de Miss Nipón inicialmente negaron el informe por considerarlo falso, pero el 5 de febrero, Shiino admitió la aventura, dejó su título de Miss Nipón y se ofreció a rescindir su contrato con su agencia de entretenimiento. En respuesta, los organizadores del Gran Premio de Miss Nipón revocaron el título de Miss Nipón de Shiino y declararon vacante el título de Miss Nippon 2024. En Instagram, Shiino se disculpó con la esposa y la familia del médico con quien tuvo una aventura, así como con los funcionarios del Gran Premio de Miss Nipón y con quienes la apoyaron para ganar el título de Miss Nipón.

## Vida personal
Shiino recibió la ciudadanía japonesa en 2022. Su abuela materna, Maria, emigró a Japón en otoño de 2022 como refugiada ucraniana tras la invasión rusa de Ucrania.